# Partícula en un potencial de simetría esférica
Una partícula en un potencial de simetría esférica, es un término para referirse a toda una serie de problemas o sistemas físicos interesantes en que una partícula está en un campo exterior central con simetría esférica.
Este tipo de sistemas aparece tanto en mecánica clásica, donde el caso más notorio son las órbitas planetarias, como en mecánica cuántica donde el caso más interesante es el átomo con un solo electrón.

## Sistemas cuánticos con simetría esférica
Entre los casos cuánticos físicamente interesantes que están entre la colección de potenciales de simetría esférica están:
- La partícula en una caja (cavidad) esférica
- El átomo hidrogenoide

### Formulación
Debido a la simetría esférica del problema conviene usar coordenadas esféricas para buscar las funciones de onda del sistema cuántico (el problema puede llegar a ser irresoluble por los medios comunes si se usa otro tipo de coordenadas).
Un sistema cuántico con un potencial de simetría esférica tiene un conjunto de estados estacionarios cuya función de onda calculable es solución de ecuación diferencial de Schrödinger en coordenadas esféricas y con un potencial dependiendo sólo de la coordenada radial:

(1){\displaystyle -{\frac {\hbar ^{2}}{2m}}\Delta \Psi (r,\theta ,\varphi )+V(r)\Psi (r,\theta ,\varphi )=E\Psi (r,\theta ,\varphi )}

### Separación de variables
Una técnica común para resolver la ecuación (1) es usar la técnica de separación de variables consistente en buscar soluciones particulares que sean producto de una o más funciones cada una dependiendo sólo de algunas de las coordenadas. Así a partir de las propiedades del operador laplaciano y la separación de variables para las coordenada radial y las coordenadas angulares, que las soluciones de la ecuación (1) pueden escribirse como el producto de una función de la coordenada radial por una función de las coordenadas angulares del siguiente modo:

{\displaystyle \Psi (r,\theta ,\varphi )=R_{nl}(r)Y_{lm}(\theta ,\varphi )}
{\displaystyle \Delta \Psi =(\Delta R_{nl})Y_{lm}+2(\nabla R_{nl})\cdot (\nabla Y_{lm})+R_{nl}(\Delta Y_{lm})=(\Delta R_{nl})Y_{lm}+R_{nl}(\Delta Y_{lm})}

Gracias a esta última propiedad puede probarse que la función anterior será solución de (1) si y sólo si la función Rnl(r) satisface la siguiente ecuación (2a) y Ylm(θ,φ) satisface (2b):

{\displaystyle -{\frac {\hbar ^{2}}{2m}}\left({\frac {d^{2}R_{nl}(r)}{dr^{2}}}+{\frac {2}{r}}{\frac {dR_{nl}(r)}{dr}}-{\frac {l(l+1)}{r^{2}}}R_{nl}(r)\right)+V(r)R_{nl}(r)=ER_{nl}(r)\qquad (2a)}
{\displaystyle \Delta Y_{lm}(\theta ,\varphi )=-{\frac {l(l+1)}{r^{2}}}Y_{lm}(\theta ,\varphi )\qquad (2b)}

La solución (2b) será físicamente admisible si es periódica en los dos variables, es decir, si después de girar un ángulo 2π la función toma los mismos valores, matemáticamente, Ylm(θ,φ) = Ylm(θ+2pπ,φ+2qπ) para cualesquiera p y q enteros. Puede probarse que la ecuación (2b) sólo es periódica si l y m son números enteros, por tanto los estados físicos reales se caracterizan por valores enteros de esos dos números cuánticos, y en ese caso la función solución Ylm, se llama armónico esférico y viene dada por el producto de una exponencial compleja por un polinomio de Legendre:

{\displaystyle Y_{l}^{m}(\theta ,\varphi )=N\,e^{im\varphi }\,P_{l}^{m}(\cos {\theta })}

Por ser las coordenadas esféricas ortogonales el segundo miembro de la anterior ecuación se anula y por las propiedades del armónico esférico Ylm asociado a los l y m. Finalmente el hamiltoniano para una partícula en un potencial de simetría esférica debe ser de la forma:

(3){\displaystyle {\hat {H}}|\Psi \rangle =-{\frac {\hbar ^{2}}{2m}}\left({\frac {d^{2}R_{nl}}{dr^{2}}}+{\frac {2}{r}}{\frac {dR_{nl}}{dr}}+\left[V(r)-{\frac {l(l+1)}{r^{2}}}\right]R_{nl}\right)Y_{lm}}

### Valores propios de la energía y el momento angular
Los valores propios del momento angular en un campo de simetría esférica son siempre los mismos ya que no dependen de la forma concreta del potencial. Estos valores están cuantizados y dependen del número cuántico {\displaystyle \scriptstyle \ell }. A partir de las ecuaciones anteriores resulta sencillo probar los valores propios del momento angular vienen dados por {\displaystyle \scriptstyle \hbar {\sqrt {\ell (\ell +1)}}}, ya que:

{\displaystyle L^{2}|\Psi \rangle =\hbar ^{2}\ell (\ell +1)|\Psi \rangle }

Para un potencial atractivo la ecuación (2) admite un número finito o infinito numerable de posibles soluciones {\displaystyle \scriptstyle E=E_{n\ell }<0}. Estas son los posibles valores de la energía de los estados ligados. El análogo clásico de un estado ligado es una situación en que la partícula se mueve en una región finita y acotada del espacio. Además de esas soluciones de energía negativa que representan estados ligados, existirán soluciones de energía positiva si el potencial está acotado superiormente, es decir, si {\displaystyle \scriptstyle V(r)\leq V_{0}}. Este segundo conjunto de soluciones consistirá en general en un conjunto infinito numerable de funciones no-normalizables o estados de colisión, que matemáticamente son miembros de un espacio de Hilbert equipado que incluye al espacio de Hilbert convencional al que pertenecen las soluciones de energía negativa.

## Sistemas clásicos con simetría esférica

### Formulación
Debido a la simetría esférica del problema conviene usar coordenadas esféricas para encontrar las trayectorias de la partícula. El enfoque más sencillo clásico más cercano al anterior problema cuántico es precisamente el usado en la mecánica hamiltoniana que es el que emplearemos en esta sección. Para ello necesitamos encontrar los momentos conjugados asociados a las coordenadas esféricas, cosa que puede hacerse buscando previamente el lagrangiano del sistema:

{\displaystyle L(r,\theta ,\varphi ,{\dot {r}},{\dot {\theta }},{\dot {\varphi }})={1 \over 2}\left(m{\dot {r}}^{2}+mr^{2}{\dot {\theta }}^{2}+mr^{2}{\dot {\varphi }}^{2}\sin ^{2}\theta \right)-V(r)}
{\displaystyle p_{r}={\frac {\partial L}{\partial {\dot {r}}}}=m{\dot {r}}\qquad p_{\theta }={\frac {\partial L}{\partial {\dot {\theta }}}}=mr^{2}{\dot {\theta }}\qquad p_{\varphi }={\frac {\partial L}{\partial {\dot {\varphi }}}}=mr^{2}\sin ^{2}\theta {\dot {\varphi }}\qquad }

Empezaremos escribiendo la función hamiltoniana o suma de la energía cinética y la energía potencial y a continuación plantearemos las ecuaciones de Hamilton para el sistema:

(4){\displaystyle H(r,\theta ,\varphi ,{\dot {r}},{\dot {\theta }},{\dot {\varphi }})={\frac {1}{2m}}\left(p_{r}^{2}+{\frac {p_{\theta }^{2}}{r^{2}}}+{\frac {p_{\varphi }^{2}}{r^{2}\sin ^{2}\theta }}\right)+V(r)}

Las ecuaciones canónicas de Hamilton nos dan:

{\displaystyle {\dot {p}}_{\varphi }=-{\frac {\partial H}{\partial \varphi }}=0\qquad {\dot {p}}_{\theta }=-{\frac {\partial H}{\partial \theta }}={\frac {p_{\varphi }^{2}\cos \theta }{mr^{2}\sin ^{3}\theta }}\qquad {\dot {p}}_{r}=-{\frac {\partial H}{\partial r}}=-{\frac {dV(r)}{dr}}-2{\frac {1}{r^{3}}}\left(p_{\theta }^{2}+{\frac {p_{\varphi }^{2}}{\sin ^{2}\theta }}\right)}

De la primera ecuación de deducimos que {\displaystyle p_{\varphi }} es una constante del movimiento ya que su valor no cambia. Para poder integrar las otras ecauciones necesitamos buscar alguna integral del movimiento que nos simplifique el problema.

### Integrales del movimiento
Trivialmente una constante del movimiento viene dada por el hamiltoniano, que en sí mismo es una integral del movimiento. En la sección anterior encontramos que otro de uno de los momentos conjugados era otra constante del movimiento. Sin embargo, ninguna de esas dos constantes nos resulta de gran ayuda para integrar las ecuaciones del movimiento.
Sin embargo, puesto que un campo potencial con simetría esférica es un campo central, sabemos en el movimiento de una partícula no se sale del plano que contiene la velocidad inicial y el vector de posición y además el momento angular permanece constante, se puede ver que el momento angular puede expresarse en función de los momentos conjugados de las variables angulares como:

(5){\displaystyle L^{2}=2m\left(p_{\theta }^{2}+{\frac {p_{\varphi }^{2}}{\sin ^{2}\theta }}\right)=2m^{2}r^{4}\left({\dot {\theta }}^{2}+{\dot {\varphi }}^{2}\right)}

Además se puede ver que las derivadas de esta función cumplen:

{\displaystyle {\frac {\partial H}{\partial p_{\theta }}}={1 \over 2mr^{2}}{\frac {\partial L^{2}}{\partial p_{\theta }}}\qquad {\frac {\partial H}{\partial \theta }}={1 \over 2mr^{2}}{\frac {\partial L^{2}}{\partial \theta }}}

Se puede comprobar fácilmente a partir estas dos últimas relaciones y de las ecuaciones de Hamilton que esta función es una integral de movimiento y que, por tanto, su valor permanece constante, sin más que derivar respecto al tiempo:

{\displaystyle {\frac {dL^{2}}{dt}}={\frac {\partial L^{2}}{\partial p_{\theta }}}{\dot {p}}_{\theta }+{\frac {\partial L^{2}}{\partial p_{\varphi }}}{\dot {p}}_{\varphi }+{\frac {\partial L^{2}}{\partial \theta }}{\dot {\theta }}=2mr^{2}\left({\frac {\partial H}{\partial p_{\theta }}}{\dot {p}}_{\theta }+0+{\frac {\partial H}{\partial \theta }}{\dot {\theta }}\right)=2mr^{2}\left({\dot {\theta }}{\dot {p}}_{\theta }-{\dot {p}}_{\theta }{\dot {\theta }}\right)=0}

### Trayectorias
Si introducimos en la ecuación del momento radial, momento conjugado de la coordenada radial, el cuadrado del momento angular, que como se ha visto permanece constante con el tiempo se tiene:

{\displaystyle {\dot {p}}_{r}=-{\frac {\partial H}{\partial r}}=-{\frac {dV(r)}{dr}}-2{\frac {L^{2}}{r^{3}}}\qquad \Rightarrow \qquad m{\ddot {r}}+{\frac {dV(r)}{dr}}+2{\frac {L^{2}}{r^{3}}}=0}

## Comparación del caso cuántico y clásico
Se puede ver que al igual que sucedía con la versión cuántica del problema el momento angular es una constante de movimiento, tanto en el caso clásico (5) como en el cuántico (2b). Esa circunstancia permite que el problema pueda reducirse a un problema unidimensional fácilmente resoluble; en la caso clásico la ecuación que define el problema unidimensional es (6) mientras que el caso cuántico es (3).